# Eulepidotis fortissima
Eulepidotis fortissima är en fjärilsart som beskrevs av Dyar 1914. Eulepidotis fortissima ingår i släktet Eulepidotis och familjen nattflyn. Inga underarter finns listade i Catalogue of Life.